# 2017年の全日本ロードレース選手権
2017年の全日本ロードレース選手権は、全日本ロードレース選手権の51年目のシーズン。

## 開催スケジュール
| ラウンド | 決勝日  | サーキット         | JSB1000勝者 | J-GP2勝者 | J-GP3勝者 | ST600勝者 | JP250勝者           |
| -------- | ------- | ------------------ | ----------- | --------- | --------- | --------- | ------------------- |
| 1        | 4月9日  | 筑波サーキット     | 未開催      | 水野涼    | 伊達悠太  | 星野知也  | 南本宗一郎 上原大輝 |
| 2        | 4月23日 | 鈴鹿サーキット     | 高橋巧      | 未開催    | 未開催    | 未開催    | 未開催              |
| 3        | 5月14日 | スポーツランドSUGO | 高橋巧      | 水野涼    | 小室旭    | 岡本裕生  | 中止                |
| 4        | 6月11日 | ツインリンクもてぎ | 野左根航汰  | 生形秀之  | 古市右京  | 前田恵助  | 薄井徹也            |
| 5        | 6月25日 | オートポリス       | 中須賀克行  | 水野涼    | 伊達悠太  | 國峰啄磨  | 中止                |
| 6        | 8月20日 | ツインリンクもてぎ | 野左根航汰  | 未開催    | 未開催    | 未開催    | 未開催              |
| 7        | 9月10日 | オートポリス       | 中須賀克行  | 未開催    | 未開催    | 未開催    | 未開催              |
| 8        | 10月1日 | 岡山国際サーキット | 中須賀克行  | 水野涼    | 栗原佳祐  | 前田恵助  | 藤井謙汰            |
| 9        | 11月5日 | 鈴鹿サーキット     | 中須賀克行  | 作本輝介  | 伊達悠太  | 岡本裕生  | 佐野優人            |

## ポイントシステム
| 順位     | 1  | 2  | 3  | 4  | 5  | 6  | 7  | 8  | 9  | 10 | 11 | 12 | 13 | 14 | 15 | 16 | 17 | 18 | 19 | 20 |
| -------- | -- | -- | -- | -- | -- | -- | -- | -- | -- | -- | -- | -- | -- | -- | -- | -- | -- | -- | -- | -- |
| ポイント | 25 | 22 | 20 | 18 | 16 | 15 | 14 | 13 | 12 | 11 | 10 | 9  | 8  | 7  | 6  | 5  | 4  | 3  | 2  | 1  |

- 予選出走台数1台以下は不成立。
- 得点は、完走者のみポイントが与えられる。

- 耐久ポイント（レース距離130㎞を超え、ライダーが１名もしくは２名走行のレース）は、上記ポイント以外に各々のライダーに耐久ボーナスポイントの10点が加算される。ただし、ライダーが2名の場合、各大会に定められた規定周回数を満たないライダーには、通常上記および耐久ボーナスのポイントは付与されない。
- MFJグランプリ大会は、規定のポイントに３点が加算される。
- ２ヒート制の場合のポイントは、各ヒートごとに通常のポイントが与えられる。
- MFJグランプリの２ヒートレースはそれぞれのヒートにボーナスポイント３ポイントが加算される。
- J-GP3クラスについては、年齢12歳から17歳までのライダーにユースカップが設定される。
- ユースカップの得点は、レースの総合順位に基づき与えられる。
- MFJのスポーツ国籍以外の選手についても、全日本選手権の得点を付与する。
- チームランキングポイントは、年間登録チームのみが対象とされ、そのチームが起用するライダーの中の一番よいポイントだけを抽出し、積算する。
- 2017年度文部科学大臣杯は、JSB1000チャンピオンに授与される。